# Ås (Örebro)
Ås – miejscowość (tätort) w Szwecji, w regionie administracyjnym (län) Örebro, w gminie Nora.
Według danych Szwedzkiego Urzędu Statystycznego liczba ludności wyniosła: 494 (31 grudnia 2015), 497 (31 grudnia 2018) i 505 (31 grudnia 2019).